# Pieve Fosciana
Pieve Fosciana es una localidad italiana de la provincia de Lucca, región de Toscana, con 2.421 habitantes.

Ubicación de la ciudad de Pieve Fosciana dentro de la provincia de Lucca.

## Evolución demográfica
| Gráfica de evolución demográfica de Pieve Fosciana entre 1861 y 2001 |
|                                                                      |
| Fuente ISTAT - Elaboración gráfica por parte de Wikipedia            |